# Гушеста газела
Гушестите газели (Procapra gutturosa) са вид бозайници от семейство Кухороги (Bovidae).
Обитават степните и полупустинни области на Монголия, Манджурия и Южен Сибир. Обикновено живеят на стада от 20-30, а през зимата около 100 екземпляра, но често са наблюдавани и големи стада от 5 хиляди гушести газели, а при един случай през 2007 година — и около четвърт милион животни.